# Ursus (film 1922)
Ursus è un film peplum del 1922 diretto da Pio Vanzi. È il primo della famosa saga dell'eroe Ursus.